# Minúscula 10
Minúscula 10 (en la numeración Gregory-Aland), ε 372 (Soden) es un manuscrito griego en minúsculas del Nuevo Testamento, en 275 hojas de pergamino (18.9 cm por 15 cm). Es datado paleográficamente en el siglo XIII. Tiene contenidos complejos con llenos de notas marginales.

## Descripción
El códice contiene el texto completo de los cuatro Evangelios. El texto está escrito en una columna por página, 24 líneas por página. Las letras capitales están en rojo.
El texto de los Evangelios está dividido de acuerdo a los κεφαλαια (capítulos), cuyos números se colocan en el margen izquierdo del texto (también κεφαλαια latinos añadidos por una mano posterior), y sus τιτλοι (títulos) en la parte superior de las páginas. También hay otra división de acuerdo con las más pequeñas Secciones Amonianas (en Marcos 237 secciones, la última en 16:14), con referencias a los Cánones de Eusebio.
Contiene la Epistula ad Carpianum, las tablas de los Cánones de Eusebio, las tablas de los κεφαλαια (tablas de contenido) antes de cada Evangelio, marcas de leccionario en el margen (para uso litúrgico), íncipits, synaxaria (libro litúrgico), e ilustraciones.

## Texto
El texto griego del códice, en su mayor parte, es una mezcla de tipos textuales, con el predominio del elemento bizantino. También tiene algunas lecturas alejandrinas, y algunas lecturas únicas. Es cercano textualmente al Codex Campianus. Aland no lo colocó en ninguna categoría.
Según el Perfil del Método de Claremont, crea el grupo textual M10.

## Historia
El manuscrito vino de Bizancio. De acuerdo con la suscripción, fue dado en 1439 a la Biblioteca de los Canónigos Regulares de Verona por Doroteo, arzobispo de Mitilene, cuando él llegó al Concilio de Florencia en 1438. El manuscrito perteneció a Jean Hurault de Boistaillé (como los códices 9, 203, 263, 301, 306, 314). Luego perteneció al Arzobispo de Reims, Le Tellier (1671-1710), como los códices 11, 13.
Fue utilizado por Ludolph Küster en su edición del Nuevo Testamento griego (como París 1).
Fue examinado por Griesbach y Scholz. Scholz examinó solamente los textos de Marcos 1-4 y Juan 5-8. Fue examinado y descrito por Paulin Martin. C. R. Gregory vio el manuscrito en 1885.
El códice ahora se encuentra en la Bibliothèque nationale de France (Gr. 91) en París.

## Lectura adicional
- Gregory, Caspar René (1900). Textkritik des Neuen Testamentes 1. Leipzig: J.C. Hinrichs’sche Buchhandlung. p. 129.

- Datos: Q1937614